# Cerro Aguaity
El "Cerro Aguaity" es un montículo o cumbre situado en la jurisdicción del municipio de la Ciudad de Eusebio Ayala, Departamento de Cordillera, de la República del Paraguay, el cual pertenece al grupo de elevaciones del subsistema orográfico de la Cordillera de los Altos. Este cerro puede ser visto desde la ruta nacional n.º 2 "Mariscal Estigarribia". Su pico es de 260 metros sobre el nivel del mar.

## Ubicación
25°21′33″S 57°3′14″O / -25.35917, -57.05389